# Canto al liuto

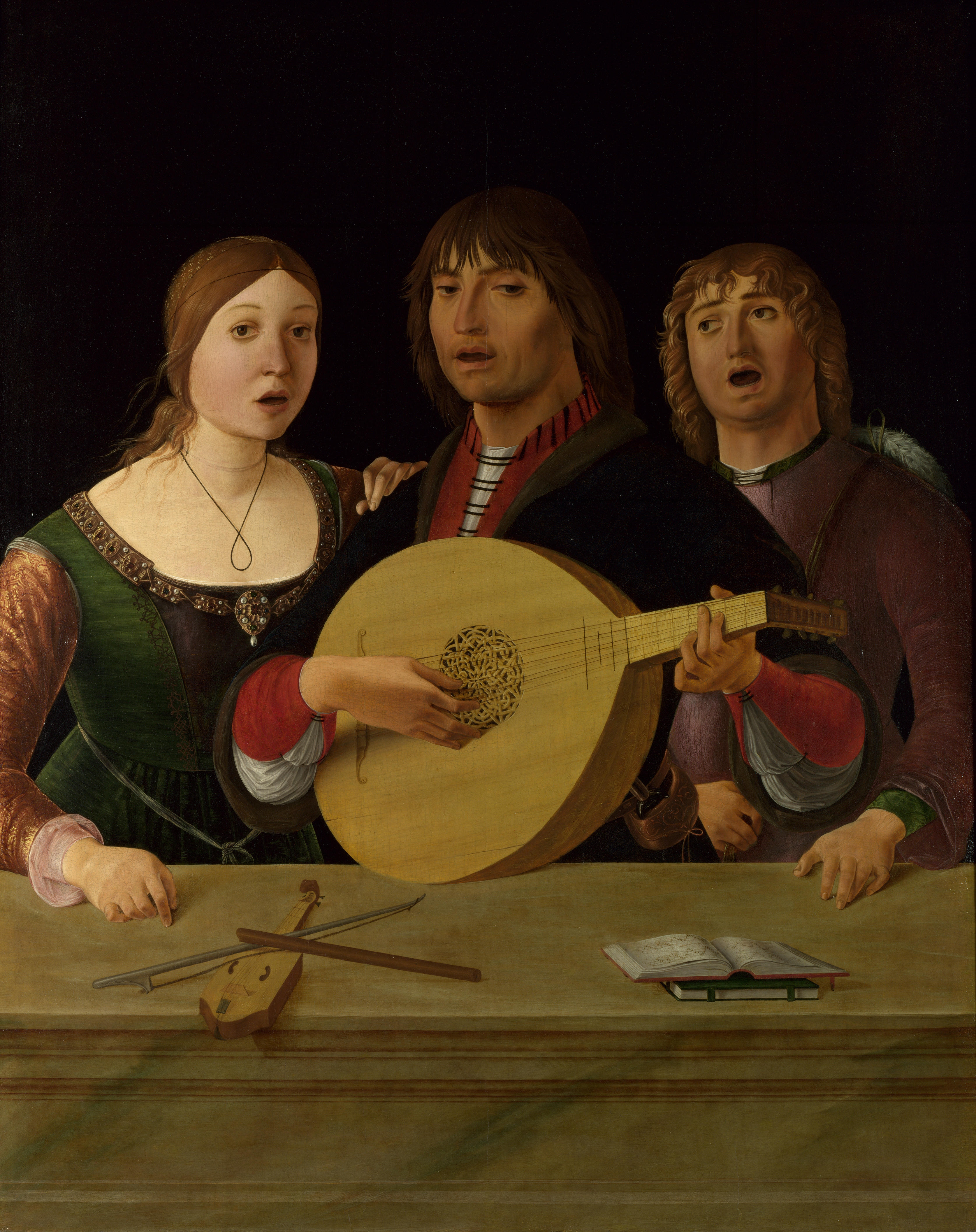
Lorenzo Costa, Un concerto (ca. 1488-90).

La definizione di canto al liuto è stata utilizzata a partire dalla fine del XV secolo  per identificare una tradizione musicale praticata da musicisti afferenti a categorie eterogenee che usavano cantare, o far cantare, melodie di propria composizione improvvisando un accompagnamento con il liuto.

## Origini
Le descrizioni e rappresentazioni storiche del cantante che si accompagna al suono di strumento cordofono sono profondamente radicate nella tradizione, a partire dal mito di Orfeo. In particolare, in riferimento alla cultura greca, nell'ambito della poesia lirica.
Se l'immagine del menestrello europeo ricorda quella del più antico cantastorie, la poesia lirica si evolve in ambito medievale francese con la nascita delle figure dei trovatori e trovieri (e i conseguenti primi esemplari di canzonieri). Nel contesto della penisola italiana taluni ipotizzano (tra questi Ugo Foscolo, anche se non è chiaro su quali basi) che anche Francesco Petrarca sia stato tra i poeti dell'epoca a mettere in musica le sue rime accompagnandosi con il liuto, ma la questione è controversa. Sembra comunque molto probabile che la sua non fosse una prassi abituale.
Nelle corti umanistiche è invece largamente attestata la prassi del fare musica nei momenti di svago accompagnando il canto con strumenti cordofoni (rigorosamente in ambito profano). Tale riscontro si ha anche nelle arti figurative.

## Riferimenti
Pietro Aaron nel suo Lucidario in musica del 1545, fa riferimento nel libro IV (cap. 1) ad alcune figure di cantori italiani rinascimentali, distinti in "cantori a libro", "cantori al liuto" e "donne a liuto et a libro". Tra i cantori a libro vengono menzionati Costanzo Festa, Nicolò d'Arco, Marco Antonio Cavazzoni e Francesco Bitetto. Come cantori al liuto vengono citati tra gli altri Bartolomeo Tromboncino, Ippolito Tromboncino, Marchetto Cara, Giacomo da San Secondo, Lodovico Martinengo e Bartolomeo Gazza. Nella categoria femminile vengono citate Antonia Concessa d'Aragona, Costanza da Correggio, Lucrezia d'Este, Franceschina e Marietta Bellamano. Alcuni studiosi hanno tuttavia sollevato la problematicità della compilazione di tali liste da parte di Aaron, che sembrano prevalentemente informate a un atto di piaggeria. Per poche delle figure citate da Aaron la definizione di "cantore al liuto" è stata ripresa in articoli monografici successivi.
Secondo Giuseppe Baini, in un trattato ottocentesco, la distinzione tra cantori a libro e cantori al liuto parrebbe essere subordinata al grado di competenza nel contrappunto: i cantori a libro dominavano la tecnica contrappuntistica al punto di «armonizzare estemporaneamente sul libro», i cantori al liuto sono indicati come coloro che cantavano accompagnandosi al liuto o con altro strumento ad arco melodie di propria composizione. Baini cita tale distinzione relativamente alla prassi, testimoniata anche da Boccaccio, dell'improvvisare un accompagnamento mediante tecniche polifoniche antiche sopra l'intonazione di melodie monodiche composte dallo stesso cantore. Baini sovente richiama l'attenzione sul carattere estemporaneo e non accademico di tali accompagnamenti, rimarcando la differenza tra la formazione dei "cantori a libro" dai "cantori al liuto".
Nel caso di Giacomo da San Secondo, che fu amico di Baldassarre Castiglione, le qualità di interprete sono evidenziate dallo stesso Castiglione anche nel Libro del Cortigiano. Non risulta tuttavia la definizione di "cantore al liuto": appare anche problematica la precisa definizione organologica dello strumento da lui suonato, con possibili fraintendimenti tra liuto ed altri cordofoni.
Bartolomeo Tromboncino fu autore prolifico di frottole. L'ambigua catalogazione come "frottole" di raccolte del repertorio poetico-musicale in auge nelle corti umanistiche lascia supporre un possibile legame tra modalità tipiche di esecuzione della frottola (attestate anche Marchetto Cara), ossia l'esecuzione delle voci inferiori mediante uno strumento musicale, e le forme di esecuzione del repertorio frottolistico. In tal senso la prassi del cantare "al liuto" potrebbe considerarsi una tendenza progressivamente soppiantata dalla progressiva transizione dalla frottola al madrigale cinquecentesco e dalla nascita della monodia accompagnata intesa come basso continuo.